# In the Jungle Groove
In the Jungle Groove é uma coletânea musical do músico americano de funk, James Brown, lançada em agosto de 1986 pela Polydor Records.

## Background
Originalmente lançada para capitalizar a popularidade da música de Brown nos círculos de hip hop na época, a coletânea inclui pela primeira vez em um álbum da faixa largamente sampleada "Funky Drummer" (1969), juntamente com uma seleção de faixas inéditas, takes alternativos e  remixes. As gravações originais foram produzidas por Brown, enquanto nessa coletânea foram produzidas por Cliff White e Tim Rogers. Uma compilação similar, Motherlode, foi lançada em 1988.
O título do álbum foi pego de uma canção de Brown gravada em estúdio em agosto de 1970. A gravação completa da canção "In the Jungle Groove" permanece inédita; entretanto, no álbum sua introdução está anexada ao começo de "I Got to Move", outra faixa inédita gravada na mesma sessão de estudio. Um versão remasterizada e expandida lançada em 2003 de In the Jungle Groove adicionou uma faixa bônus, uma versão estendida  de "Blind Man Can See It" da trilha sonora Black Caesar.

## Recepção da crítica profissional
Em uma crítica contemporânea, Richard Hallman do The Atlanta Journal-Constitution recomendou o álbum aos "conhecedores e colecionadores", e disse que "deveria ser considerada sua compra apenas por aqueles que levam o Godfather muito à sério." Ken Tucker, escrevendo no Chicago Tribune, elogiou a Polygram por seu "admirável projeto de realnçar a música fascinante música que Brown fez durante o final dos anos 60 e início dos anos 1970, quando ele desapareceu das paradas pops para gravar a maioria de sua música funky." Ele citou a performance de Clyde Stubblefield em "Funky Drummer" como destaque e disse que o álbum "serve para lembrar ao ouvinte que, além de sua grandeza como cantor e inovador rítmico, Brown é também um excepcional band leader." In the Jungle Groove foi classificado como quarto melhor lançamento de 1986 na votação anual da The Village Voice Pazz & Jop. O crítico Robert Christgau a chamou de "há muito tempo prometida, mas que valeu a pena esperar, em versões completas dos clássicos de 69-71", e a classificou como oitavo melhor lançamento de 1986.
Em artigo em retrospetiva para a revista Rolling Stone, Christgau disse que, como a maioria do "renomado" álbum está disponível no box set Star Time (1991), In the Jungle Groove é "apenas para estudantes sérios", embora "Brown é o rar artista que melhora com a duração das faixas." Douglas Wolk, escrevendo para a Wondering Sound, disse que "inspirou um milhão de samples de hip-hop" e apresentava "incríveis exercícios de funk" de um período quando Brown e sua banda de 1970–71 estavam "fazendo algumas das maiores gravações de dance daquela era." Em 2000, a revista Vibe a incluiu em sua lista de 100 álbuns essenciais do século 20. Em 2003, a revista Rolling Stone a classificou em número 330 em sua lista dos 500 melhores álbuns de todos os tempos. Em uma crítica do relançmaneto do álbum, Brian James da PopMatters sentiu que In the Jungle Groove merece um relançamento  "porque a música é quem ganha". James a recomenda aos ouvintes que são interessados na música funk de Brown.

## Lista de faixas
Lado um
1. "It's a New Day" (Brown) – 6:15
2. "Funky Drummer" (Brown) – 9:13

Lado dois
1. "Give It Up or Turnit a Loose (Remix)" (Charles Bobbit) – 6:09
2. "I Got to Move" (inédita) (Brown) – 7:12
3. "Funky Drummer (Bonus Beat Reprise)" (Brown) – 2:54

Lado três
1. "Talkin' Loud and Sayin' Nothing (Remix)" (Brown, Bobby Byrd) – 7:40
2. "Get Up, Get into It, Get Involved (Mono)" (Brown, Byrd, Ron Lenhoff) – 7:05

Lado quatro
1. "Soul Power (Re-edit) (Mono)" (Brown) - 8:07
2. "Hot Pants (She Got to Use What She Got to Get What She Wants)" (Brown) – 8:42

faixa bônus do relançamento de 2003
10. "Blind Man Can See It (Extended)" (Brown) - 7:19

## Créditos
Créditos para In the Jungle Groove adaptados das anotações do encarte.
| - James Brown – Órgão, Vocais, Produtor - Bobby Byrd – Órgão, Vocais - Robert Coleman – Guitarra - Bootsy Collins – Baixo - Phelps "Catfish" Collins – Guitarra - J.C. Convertino – Engenheiro - Russell Crimes – Trompete - Joseph Davis – Trompete - Dennis M. Drake – Engenheiro, Masterização Digital - Jeff Faville – Design - Richard "Kush" Griffith – Trompete - Johnny Griggs – Congas - Clayton "Chicken" Gunnells – Trompete - Darryl "Hasaan" Jamison – Trompete - Alphonso "Country" Kellum – Guitarra - Danny Krivit – Edição - Art Lopez – Congas - Hearlon "Cheese" Martin – Guitarra |  | - Robert McCollough – Saxofone Tenor - Jerone "Jasaan Sanford" Melson – Trompete - Jimmy Nolen – Guitarra - Jimmy Parker – Saxofone Alto - Maceo Parker – Saxofone Tenor - Melvin Parker – Bateria - St. Clair Pinckney – Saxofone Barítono - Tim Rogers – Producer, Mixagem - "Sweet" Charles Sherrell – Baixo - John "Jabo" Starks – Bareria - Clyde Stubblefield – Bateria - Fred Thomas – Baixo - Louis Tilford – Baritone saxophone - Howie Weinberg – Masterização - Fred Wesley – Trombone - Clifford White – Produtor, Anotações - Eldee Williams – Saxofone Tenor |